# Populi albenses
Les peuples Albains (en latin classique : populi Albenses) étaient une alliance de trente peuples de l'Italie pré-romaine établis dans l'antique Vieux Latium (Latium vetus) entre le Xe et le Ve siècle av. J.-C.
Aux féries latines, ces trente peuples honoraient ensemble Jupiter Latiaris au sanctuaire du monte Cavo.
La liste des trente peuples Albains nous est connue par Pline l'Ancien,.
Trois d'entre eux — les Velienses, les Querquetulani et les Vimitellari — seraient les habitants de trois collines de Rome — respectivement, le Velia mons, le Caelius mons et la Viminalis collis — qui auraient constitué autant de villages distincts.
| populi Albenses | localisation           |
| --------------- | ---------------------- |
| Albani          | Alba Longa             |
| Aesolani        | [ 3 ]                  |
| Accienses       | [ 4 ]                  |
| Abolani         | [ 5 ]                  |
| Bubetani        | [ 6 ]                  |
| Bolani          | [ 7 ]                  |
| Cusuetani       | [ 8 ]                  |
| Coriolani       | Corioles (Corioli)     |
| Fidenates       | Fidènes (Fidenae)      |
| Foreti          | [ 11 ]                 |
| Hortenses       | [ 12 ]                 |
| Latinienses     | [ 13 ]                 |
| Longani         | Longula                |
| Manates         | [ 15 ]                 |
| Macrales        | [ 16 ]                 |
| Munienses       | [ 17 ]                 |
| Numinienses     | [ 18 ]                 |
| Olliculani      | [ 19 ]                 |
| Octulani        | [ 20 ]                 |
| Pedani          | Pedum                  |
| Poletaurini     | Politirium ou Pollusca |
| Querquetulani   | Cælius                 |
| Sicani          | [ 24 ]                 |
| Sisolenses      | [ 25 ]                 |
| Tolerienses     | [ 26 ]                 |
| Tutienses       | [ 27 ]                 |
| Vimitellari     | [ 28 ]                 |
| Velienses       | [ 29 ]                 |
| Venetulani      | [ 30 ]                 |
| Vitellenses     | Vitellia               |